# 小笠原長宣
小笠原 長宣（おがさわら ながのぶ）は、江戸時代前期の豊前国小倉藩の世嗣。官位は従五位下・大和守。

## 略歴
初代藩主・小笠原忠真の三男として誕生。母は円照院（亀姫、徳川家康養女、本多忠政の次女）。正室は松平乗寿の娘。
正保3年（1646年）、兄・長安が廃嫡されたため嫡子となり、同年叙任する。しかし、家督を継ぐことなく寛文3年（1663年）に33歳で死去した。
代わって異母弟・忠雄が嫡子となり、家督を継いだ。